# Wilhelm Frölich
Pour les articles homonymes, voir Frölich.
Wilhelm Frölich, (parfois W. Frülich, Frôlich) ou Guillaume Froelich, dit Le César soleurois, né en 1492 à Zurich ou 1504-1505 et mort le 4 décembre 1562 à Paris « âgé de 70 ans »,, est un chef militaire suisse. 
Il servit sous quatre rois de France, François Ier, Henri II, François II et Charles IX. Il fut colonel général des Gardes suisses de 1551 à 1555, 1556 à 1559 et 1562 à sa mort.

## Biographie
Wilhelm Frölich est issu d'une famille pauvre. Charpentier de formation, il entre en 1520 dans un régiment qu'on levait pour la France où il obtient le grade de sous-officier dès sa première campagne, puis de capitaine quelque temps plus tard. Lorsque la Réforme fut introduite dans le canton de Zurich, il renonça à son droit de bourgeoisie, par attachement pour la religion catholique, et vint s'établir à Soleure, circonstance qui a fait penser à quelques biographes qu'il était né dans cette ville.

« Doué d'un sens très-droit, Froelich était parvenu à suppléer à son défaut total d'éducation, par la lecture de quelques bons livres et surtout par la fréquentation des personnes instruites; sa propre expérience lui avait fait d'ailleurs acquérir des connaissances précieuses dans l'art de la guerre ; ce fut donc autant à son mérite qu'à son courage qu'il dut le rang de capitaine. »

« L'évènement le plus remarquable de la fin du règne de François Ier. fut le gain de la Bataille de Cérisoles, où le Comte d'Enghien défit l'armée des Espagnols qui étoit beaucoup supérieure en nombre à celle des François. Guillaume Froelich, Commandant d'un bataillon Suisse, s'y distingua autant par sa prudence que par sa valeur. Le Comte d'Engnien le fit Chevalier fur le Champ de Bataille, & le Roy l'annoblit & lui donna la Charge de Lieutenant des cent Gardes Suisses. II faut voir dans le Livre même la description de cette bataille. M. de Zurlauben y explique la tactique & la manœuvre de chaque Régiment. S'il relève la fermeté & la valeur des Suisses, que commandoit Froelich, il ne pargne pas les cinq cens Gruyers qui lâchèrent pied dès le commencement de l'action". »

« Il partagea en 1544 avec le baron de Rohensax le commandement des Suisses et fait fonction de colonel-général à la journée de Cérisoles, où son régiment est remarqué. En récompense de sa conduite, il est créé chevalier sur le champ de bataille, et François Ier lui fait expédier des lettres de noblesse avec le brevet de lieutenant dans la compagnie des Cent-Suisses de sa garde. »

« Il fait ensuite les campagnes du Piémont, sous les ordres du duc de Brissac, et se distingue aux sièges de Verceil et de Casal. Il commande un corps de troupe en Italie, lorsqu'il apprend la nouvelle de la perte de la bataille de Saint-Quentin ; il reçoit alors l'ordre de repasser en France avec son régiment, pour couvrir la frontière de Picardie. »

« Le désintéressement de Froelich n'était pas moins remarquable que sa valeur ; il savait maintenir la discipline la plus exacte parmi ses soldats, en pourvoyant à tous leurs besoins à ses frais quand les magasins étaient trop éloignés. »

Wilhelm Frölich meurt à Paris le 4 décembre 1562 et est inhumé dans l'église des Cordeliers, où son neveu lui fit élever un tombeau. Il laissa deux fils capitaines, qui périrent ensemble à la bataille de Die en 1575. Son Mausolée fut décoré par son buste attribué au sculpteur Pierre Bontemps, qui est exposé au musée du Louvre,,.